# Кучеренко Анатолій Олексійович
Анатолій Олексійович Кучеренко  (нар. 27 березня 1940, Київ, УРСР — пом. 25 грудня 2006, Київ, Україна) — радянський і український актор та кінорежисер.

## Життєпис
Народився 1940 р. в Києві в родині військовослужбовця. 
Закінчив Медичне училище (1959) і Київський державний інститут театрального мистецтва ім. І. Карпенка-Карого.
З 1972 р. працював на Київській кіностудії ім. О. П. Довженка. Був асистентом режисера та другим режисером кінофильмів. 
У 1996—1998 рр. — ведучий, актор і режисер ряду передач на ТРК «НАРТ» («Святі дзвони», «Духовна бесіда», «Кіноконтрасти» тощо).
Був членом Національної спілки кінематографістів України.
Трагічно загинув 25 грудня 2006 року, потрапивши під машину на пішохідному переході 

## Фільмографія

### Ролі у кіно
- 2006 — Опер Крюк (Сєдов)
- 1999 — Що сказав небіжчик
- 1998 — «Глухий кут»
- 1997 — Все те, про що ми так довго мріяли (епізод)
- 1991 — Бухта смерті (майор Євген)
- 1984 — За ніччю день іде: епізод
- 1980 — Беремо все на себе: епізод
- 1974 — Гуси-лебеді летять (батько)
- 1971 — Червоні маки Іссик-Куля (прикордонник)
- 1968 — Розвідники (епізод)
- 1967 — Весна на Одері (розвідник)

### Другий режисер кіностудії ім. О. Довженка
- «Дід лівого крайнього» (1973, асистент режисера)
- «Шлях до Софії» /«Patyat kam Sofia» (1978, 5 с, СРСР—Болгарія, асистент у співавт., реж. М. Мащенко)
- «Бачу ціль» (1978)
- «Своє щастя» (1979)
- «Дрібниці життя» (1980)
- «Будемо чекати, повертайся » (1981)
- «Побачення» (1982, у співавт.)
- «Одиниця з „обманом“» (1984)
- «Легенда про безсмертя‎» (1985, у співавт.)
- «Передай далі...» (1988)
- «Зірка шерифа» (1990)
- «Дорога на Січ» (1994, у співавт.)
- «Страчені світанки» (1995)
- «Золота лихоманка» (2002)
- «І світ мене не впіймав...». Григорій Сковорода (2004, реж. Ю. Зморович) та ін.